# Quốc kỳ Thành Vatican
Quốc kỳ của Thành Vatican (tiếng Ý: Bandiera della Città del Vaticano) được thông qua vào ngày 7 tháng 6 năm 1929 khi Giáo hoàng Piô XI ký Hiệp ước Latêranô với Ý để thành lập một nhà nước độc lập do Tòa Thánh quản trị. Lá cờ Vatican được thiết kế mô phỏng từ lá cờ của Lãnh thổ Giáo hoàng trước đó. Cờ Vatican còn được coi là "cờ Tòa Thánh".

## Thiết kế
Quốc kỳ Vatican hình vuông, bao gồm hai nửa dọc: màu vàng bên trái và màu trắng bên phải nếu nhìn trực diện. Ở bên nửa màu trắng có biểu tượng hai chìa khóa bắt chéo nhau và triều thiên Ba tầng, đại diện cho Thánh Phêrô. Trên thế giới chỉ có hai quốc kỳ hình vuông là Quốc kỳ Thành Vatican và Quốc kỳ Thụy Sĩ.

## Xem thêm

Một phiên bản khác của cờ Tòa Thánh, còn được coi là cờ bán chính thức của Giáo hội Công giáo tại một số nước như Ý, Đức, Ba Lan, Việt Nam.